# Computação confiável
Computação Confiável (do termo em inglês Trusted Computing, TC) é uma tecnologia desenvolvida e promovida pelo Grupo de Computação Confiável (do inglês Trusted Computing Group, TCG). O termo é tirado da área de sistema confiáveis e possui um significado especial. Com a computação confiável, o computador vai se comportar consistentemente nos modos esperados, e tais comportamentos serão forçados por hardware e software. Na prática, a computação confiável usa criptografia para auxiliar a obrigatoriedade de um comportamento selecionado. A funcionalidade principal da computação confiável é permitir que alguém verifique que apenas código confiável seja executado no sistema. Esta autorização cobre boot inicial e kernel e também pode cobrir diversas aplicações e scripts. O TC por si só não protege contra ataques que exploram vulnerabilidades de segurança introduzidas por erros de programação.
O TC é controverso uma vez que é tecnicamente possível não apenas proteger o hardware para o proprietário, mas também contra o próprio proprietário. Tal controvérsia tem gerado opositores a computação confiável, tais como Richard Stallman, que se refere a mesma como computação desleal ou computação traidora, e alguns acadêmicos opositores têm começado a colocar pontos de interrogação em torno do termo "computação confiável" em alguns textos acadêmicos.
A plataforma para a computação confiável não precisa necessariamente ser usada para proteger o sistema contra o proprietário. É possível deixar ao proprietário autorizações e não possuir autoridade centralizada. Também é possível construir pilhas de módulos confiáveis abertos (open source), deixando a cargo do chip de segurança apenas a tarefa de proteger contra modificações não autorizadas. Existem drivers abertos do linux que possibilitam o acesso e o uso do chip de computação confiável. Contudo, sistemas operacionais não cooperativos podem usar incorretamente características de segurança para prevenir troca de dados legítimos.
Apoiadores da computação confiável, como a International Data Corporation, The Enterprise Strategy Group e a Endpoint Technologies Associates,  argumentam que a tecnologia produzirá computadores mais seguros, menos suscetíveis a vírus e malware, e portanto mais confiáveis do ponto de vista do usuário final. Além disso, eles também argumentam que a computação confiável permitirá que computadores e servidores ofereçam segurança computacional aprimorada em relação a atualmente disponível. Os opositores por sua vez regularmente argumentam que esta tecnologia será usada principalmente para impor as políticas da Digital Right Management (DMR) e não para aumentar a segurança dos computadores.
Produtoras de chip como Intel e AMD, produtoras de hardware como a Dell, e fornecedores de sistemas operacionais como a Microsoft, todos planejam incluir a computação confiável nas futuras gerações de produtos. O exército americano requer que cada computador comprado venha com o Modulo de Plataforma Confiável (Trusted Plataform Module, TPM), assim como faz virtualmente todo o Departamento de Defesa Americano desde de 3 de julho de 2007.

## Conceitos Chave
A computação confiável engloba seis conceitos tecnológicos chaves, os quais são todos necessários para um sistema confiável completo, ou seja, um sistema que cumpre todas as especificações estabelecidas pelo Grupo de Computação Confiável:
1. Chave de endosso
2. Entrada e saída segura
3. Separação de memória/ execução protegida
4. Armazenamento selado
5. Atestado Remoto
6. Terceiro Partido Confiável (Trusted Third Party)

### Chave de Endosso
A chave de endosso é um par de chaves publico RSA e privado de 2048 bits, que é criado aleatoriamente no chip em fase de produção e não pode ser modificado. A chave privada nunca deixa o chip, enquanto que a chave pública é usada para atestado e encriptação de dados sensíveis enviados ao chip, assim como ocorre durante o comando TPM_TakeOwnership - David Safford.
Tal chave usada para permitir a execução de transações seguras: é exigido de cada módulo de plataforma confiável a capacidade de indicar um número aleatório (de forma a permitir que o proprietário mostrar que possui um computador confiável genuíno) usando um protocolo criado pelo grupo de computação confiável (o protocolo direto de atestado anônimo) de forma a garantir sua concordância com o padrão TCG e para provar sua identidade; isto torna impossível para um emulador de software TPM com uma chave de endosso não confiável (gerada pelo próprio software, por exemplo)iniciar uma transação segura com uma entidade confiável. O TPM deve ser desenvolvido para fazer extração desta chave via análise complexa do hardware, contudo resistência a adulteração não é um requerimento forte.

### Separação de memória
Separação de memória (ou cortinamento de memória) expande as técnicas comum de proteção a memória para garantir isolamento completo de áreas sensíveis da memória, como, por exemplo, locais contendo chaves criptográficas. Até mesmo o sistema operacional não possui acesso completo a memória separada. Os detalhes exatos  de implementação são específicos de cada vendedor; a Trusted Execution Technology da Intel já oferece tal característica.

### Armazenamento Selado
O armazenamento selado protege informação privada fixando-a a informações de configuração da plataforma, o que inclui informações sobre o software e o hardware usados. Isso significa que os dados só podem ser liberados apenas a uma combinação particular de hardware e software. Armazenamento selado pode ser usado para forçar a DRM. Por exemplo, usuários que mantém uma música em seus computadores que não foi licenciada para ser ouvida não poderão mais tocá-la. Atualmente, usuários podem localizar a música, ouvi-la, enviar para outras pessoas e tocá-la no software de sua escolha. Alternativamente, o usuário pode usar software que modificam as rotinas de DRM do sistema operacional de forma a vazar os dados da música uma vez, adquirindo assim uma licença temporária. Usando armazenamento selado, a música é seguramente encriptada usando uma chave associada ao módulo de plataforma confiável fazendo com que somente o tocador de música não modificado e não adulterado no seu computador possa tocá-la. Nesta arquitetura DRM, tal armazenamento também pode prevenir pessoas de ouvirem a música após comprarem um novo computador, ou fazer upgrade de partes do computador atual, exceto após permissão explícita do vendedor da música.

### Atestado Remoto
O Atestado Remoto permite que mudanças feitas no computador do usuário sejam detectadas por partidos autorizados. Por exemplo, companhias de software podem identificar mudanças não autorizadas no software, incluindo adulterações do usuários que usam seus softwares para contornar medidas de proteção tecnológica. Ele funciona fazendo com que o hardware gere um certificado indicando qual software está sendo executado no momento. O computador pode então apresentar tal certificado a um aparte remota para mostrar que software inalterado está sendo executado.
Atestado remoto é usualmente combinado com encriptação de chave pública para que a informação enviada possa ser lida apenas pelos programas que apresentaram ou requisitaram o atestado, e não por observadores externos.
Voltando ao exemplo da música, o software tocador de música do usuário pode enviar a música a outras máquinas, mas apenas se elas poderem atestar que estão executando uma cópia segura do software tocador de música. Combinada com outras tecnologias, isto provê uma caminho mais seguro para a música: I/O seguros previnem o usuário de gravar a música quando ela é transmitida para o subsistema de áudio, trancamento de memória previne que a mesma seja jogada para arquivos de disco regulares, cortinas de armazenamento selado não autoriza acessos a mesma quando ela é salva no disco rígido, e atestado remoto a protege de softwares não autorizados mesmo quando é usada em outros computadores. Enviar dados de atestado remoto para um terceiro partido confiável contudo tem sido desencorajado a favor do atestado anônimo direto (Direct Anonymous attestattion). 

### Confiança em Terceiros
Um dos principais obstáculos que teve que ser ultrapassado pelos desenvolvedores da tecnologia do TCG foi como manter a anonimidade e ainda assim prover uma plataforma confiável. O objeto principal para obter "modo confiável" é que um outro partido (Bob), com quem um computador (Alice) pode estar se comunicando, pode confiar que Alice está executando software e hardware não adulterados. Isso vai garantir a Bob que Alice não pode usar software malicioso para comprometer informações sensíveis no computador. Infelizmente, para fazer isto, Alice precisa informar a Bob que está tanto software quanto hardware registrados e seguros, identificando-se unicamente, portanto, a Bob.
Isto pode não ser um problema quando alguém deseja ser identificado pela outra parte, como, por exemplo, durante transações de bancos pela internet. Contudo, em diversos outros tipos de atividades de comunicação, as pessoas usufruem da anonimidade oferecida pelo computador. O TCG reconhece isto, e tem alegadamente desenvolvido um processo para obter tal anonimidade mas ao mesmo tempo garantir ao outro partido com quem ele ou ela está se comunicando é uma parte confiável. Isto foi feito desenvolvendo um "terceiro partido confiável". Tal entidade irá trabalhar como um intermediário entre o usuário e seu próprio computador e entre o usuário e outros usuários. Nesta redação o foco será no processo recentemente descrito, o atestado remoto.
quando um usuário requer uma chave de atestado de identificação (do inglês AIK: Attestation Identity Key) o usuário deseja que sua chave seja certificada pela  autoridade de certificação, AC. O usuário através de um TPM (Módulo de plataforma confiável) enviar três credenciais: uma de chave pública, outra de plataforma e uma última de conformidade. Este conjunto de certificados e chaves criptográficas será referenciada de maneira reduzida como "EK". A EK pode ser dividida em duas partes principais, a parte privada "EKpr" e a parte pública "EKpb". A EKpr nunca deixa o TPM.
A divulgação da parte pública contudo é necessária (versão 1.1). A EKpub irá identificar unicamente a plataforma, o modelo, que tipo de software está sendo usado na plataforma, detalhes do TPM, e que a plataforma cumpre com as especificações do TCG. Se tal informação for comunicada diretamente a outra parte com um processo de obter estado confiável será impossível conseguir uma identidade anônima ao mesmo tempo. Desta forma esta informação é enviada para a autoridade de certificação privada, ou seja, o terceiro partido confiável. Quando o AC (autoridade de certificação privada) recebe a EKpub enviada pelo TPM, ele verificação as informações. Se a informação pode ser verificada a AC irá criar um par de chave AIK secundário e certificado, e envia tal credencial para o requisitor. Isto tem a intenção de prover o usuário com anonimidade. quando o usuário possuir esta nova AIK certificado, ele ou ela pode usá-lo para comunicar-se com outras plataformas confiáveis.
Na versão 1.2, o TCG desenvolveu um novo método para obter uma AIK certificado. Este processo é chamado atestado anónimo direto, DAA (Direct anonymous attestation). Este método não exige que o usuário publique sua EKpub com o terceiro partido confiável. A única nova característica do DAA é a habilidade em convencer a entidade remota que um TPM específico é um TPM válido sem divulgar o EKpub ou qualquer outro identificador único. Antes que o TPM possa enviar uma requisição de certificação para uma AIK para a entidade remota, o TPM necessita gerar um conjunto de credenciais DAA. Isso apenas pode ser feito interagindo com um fornecedor. As credenciais DAA são geradas pelo TPM enviando um segredo único mantido dentro do TPM. Este segredo é similar mas não análogo ao EK. Quando o TPM obtém o conjunto de credenciais, ele pode enviá-lo ao verificador. Quando o verificador recebe as credenciais de DAA do terceiro partido confiável, ele irá verificá-los e então enviar uma AIK certificada de volta ao usuário. O usuário então poderá se comunicar outras partes confiáveis usando esta AIK certificada. O verificador pode ou não ser um terceiro partido confiável. O verificador pode determinar se as credenciais DAA são ou não válidas, mas as credenciais não contém qualquer informação única que exponha a plataforma do TPM. Um exemplo seria onde o usuário deseja estado confiável e enviar uma requisição ao fornecedor. O fornecedor pode ser o fabricante da plataforma do usuário, a Compaq, por exemplo. A Compaq iria checar se o TPM produzido é válido, e em caso afirmativo fornece as credenciais DAA. No próximo passo, as credenciais são enviadas pelo usuário ao verificador. Como mencionado anteriormente, este pode ser um terceiro partido confiável padrão ou pode ser qualquer outra entidade. Se o verificador aceitar o DAA fornecido ele irá produzir uma AIK certificada. A AIK será usada então pelo usuário para se comunicar com outras plataformas confiáveis. Resumidamente, a nova versão introduz uma entidade separada que assistirá o processo de atestado anônimo. Ao introduzir o fornecedor que fornece a DAA, é possível proteger suficientemente a anonimidade do usuário para o verificador/terceiro partido confiável. O fornecedor será comumente o fabricante da plataforma. Sem tais credenciais, provavelmente seria muito difícil para consumidores privados ou pequenos negócios ou organizações convencerem outros que eles possuem uma plataforma genuinamente confiável.

## Aplicações Conhecidas

### Encriptação de Disco Rígido
Os produtos da Microsoft Windows Vista e Windows 7 fazem uso do Módulo de Plataforma Confiável para facilitar a encriptação de drive do BitLocker.

## Possíveis Aplicações

### Gerenciamento de direitos digitais (DRM)
Computação confiável iria permitir que companhias a criarem sistemas de DRM (do inglês Digital Right Management,gerenciamento de direitos digitais) que seriam bastante difíceis de contornar, contudo não impossível. Um exemplo de o download de arquivos de música. Armazenamento selado poderia ser usado para prevenir o usuário de abrir arquivos com tocadores ou computadores não autorizados. Atestado remoto poderia ser usado para autorizar executar apenas os tocadores de música que seguem as regras de gravação da companhia. A música seria tocada de uma memória separada, o que preveniria o usuário de fazer uma cópia não registrada do arquivo enquanto está sendo executado, e I/O seguro preveniria a captura daquilo que está sendo enviado ao sistema de som. Contornar tal sistema requer  manipulação do hardware do computador, captura o sinal analógico usando um dispositivo de gravação ou microfone, ou quebrar a segurança do sistema.
Novos modelos de negócio para uso de software (serviços) através da internet podem ser impulsionados pela tecnologia. Fortalecendo o sistema DRM, pode-se construir modelos de negócio de aluguel de programas por um período de tempo específico ou modelos como "pay as you go". Desta forma pode-se fazer download de arquivos de música que o usuário poderia tocar apenas uma certa quantidade de vezes antes de se tornar não usável, ou o arquivo de música poderia ser usado somente durante um certo período de tempo.

### Prevenção de fraude em jogos online
A computação confiável pode ser usada para combater fraudes em jogos online. Alguns jogadores fazem modificações em suas cópias de jogos com o objetivo de obter vantagens injustas no jogo; atestado remoto, I/O seguro e memória separada podem ser usados para determinar caso todos os jogadores conectados ao servidor estão executando uma cópia não modificada do software.

### Garantia de que as pessoas fazem uploads em redes de compartilhamento P2P
No compartilhamento de arquivo peer-to-peer, mais conhecido como P2P, é importante que os clientes façam tanto uploads quanto downloads, mas apenas os downloads são o interesse comum dos usuários. Por causa disto alguns servidores Bittorrent, por exemplo, mantém um registro de quantos uploads e downloads cada usuário faz e aqueles usuários que possuem uma taxa pobre de uploads/downloads são banidos. Através do Direct Connect, estão disponíveis softwares cliente que "trapaceiam" de uma maneira ou de outra, e portanto algumas pessoas conseguem usar softwares de terceiros para limitar sua velocidade de upload. Com a computação confiável seria possível escrever softwares e protocolos P2P que não podem ser usados de maneiras incorretas. Por exemplo, o software cliente poderia recusar a baixar qualquer arquivo antes que as taxas de uploads/downloads aumentassem, e não haveria nada que usuário pudesse fazer para contornar tal situação.

### Verificação de computação remota
A computação confiável poderia ser usada para garantir que participantes em sistemas de computação em grade (do inglês grid computing) estão retornando os resultados corretos de suas operações computacionais ao invés de apenas forjar-las. Isso permitiria uma larga escala de simulações a serem executadas (por exemplo, simulações climáticas) sem um gasto excessivo de computação redundante para garantir que hosts maliciosos não estão subestimando os resultados, de forma a obter a conclusão desejada.

## Críticas
Opositores da computação confiável assim como a Eletronic Frontier Foundation e a Free Software Foundation alegam que confiança nas empresas subjacentes não é algo desejável e que a tecnologia coloca muito poder e controle nas mãos daqueles que desenvolvem sistemas e softwares. Eles também alegam que o consumidor poderá perder sua anonimidade nas interações online. Eles sugerem que a computação confiável como um possível criador de futuras versões de controles mandatórios de acesso, proteção a cópias e gerenciamento de direitos digitais. 
Alguns especialistas da área de segurança tem discursado contra a computação confiável, acreditando que ela irá prover os fabricantes de computadores e autores de software com controle crescente para impor as restrições do que o usuário pode ou não fazer com seus computadores. Existem preocupações acerca do efeito anticompetitivo não competição pelo mercado de TI que a computação confiável traz consigo.
Existe uma outra preocupação entre os críticos que consiste do fato de que nem sempre será possível examinar o componente de hardware o qual a computação confiável se baseia, o Módulo de Plataforma Confiável (TPM), que é exatamente o último sistema de hardware onde a raiz do núcleo da confiabilidade precisa estar na plataforma. Caso não seja implementado de maneira correta, ele apresenta um risco de segurança que pode comprometer a integridade da plataforma e os dados protegidos. As especificações, como publicadas pelo Grupo de Computação Confiável (TCG), são abertas e disponíveis para que qualquer um possa revê-las. Contudo, a implementação final feita nos produtos comerciais não precisam necessariamente estarem submetidas ao mesmo processo de revisão. Além disto, o mundo da criptografia gira rapidamente, e aquelas implementações de hardware de algoritmos feitas na fase de fabricação podem estar inadvertidamente obsoletas durante as vendas.
O criptógrafo de Cambridge Ross Anderson possui grandes preocupações acerca do fato que " A computação confiável pode apoiar a censura remota [...] em geral, objetos digitais criados usando sistemas de computação confiável mantem-se mais sob o controle de seus criadores do que sob o controle da pessoa que possui a máquina em que eles estão armazenados (como ocorre atualmente)[...] Desta forma, alguém que escrever um artigo cujo conteúdo um tribunal julga como difamatório pode ser compelido a censurá-lo, e companhia de software que escreveu o programa editor de texto pode ser ordenada a deletá-lo caso o autor se recuse. Dadas tais possibilidades, o que podemos esperar é que a computação confiável pode ser usada para suprimir qualquer coisa desde pornografia até escritos que critiquem líderes políticos." E ele ainda continua explicando que: 
[...] fornecedores de software podem dificultar a troca de produtos distribuídos por seus competidores. Em um nível mais simples, um programa como o word pode encriptar seus documentos usando chaves que apenas os produtos da Microsoft podem acessar; isto significaria que você só poderia lê-los usando produtos da Microsoft e não com um programa editor/leitor de texto competidor. [...]
O [...] benefício mais importante para a Microsoft é que a computação confiável irá drasticamente aumentar os custos de trocas de produtos da Microsoft (como o pacote Office) pelos produtos da concorrência (como OpenOffice). Por exemplo, uma firma de advocacia que deseja mudar o Office pelo OpenOffice agora precisa apenas instalar o software, treinar os funcionários e converter os arquivos existentes. Daqui a cinco anos, uma vez que ela tiver recebido documentos protegidos por computação confiável provenientes de talvez milhares de clientes diferentes, ela teria que obter uma permissão (no formato de certificados digitais assinados) para cada um destes clientes de forma que pudesse migrar seus arquivos para a nova plataforma. Tal firma não vai desejar fazer isso, e portanto ela estaria muito mais amarrada ao Office, o que permite a Microsoft disparar o preço de seus produtos. 
Anderson resume o caso dizendo "a questão fundamental é que quem controlar a infra-estrutura da computação confiável irá obter uma grande quantidade de poder. Possuindo este único ponto de controle é como fazer com que todos usem o mesmo banco, o mesmo contador, ou o mesmo advogado. E existem diversas maneiras com as quais este poder pode ser abusado".

### DRM
Uma das motivações iniciais por trás da computação confiável era o desejo da mídia e corporativas de software por tecnologias de gerenciamento de direitos digitais (Digital rights management, DRM) mais rigorosas para prevenir usuários de compartilharem arquivos livremente e usarem potenciais cópias protegidas ou privadas sem permissão explícita. Um exemplo seria o download de arquivos de música de uma banda: a gravadora da banda poderia impor regras de como a música de tal banda pode ser usada. Por exemplo, ela poderia querer que o usuário toque o arquivo apenas três vezes por dia sem que pague taxas adicionais. Ela também poderia usar atestado remoto para apenas enviar músicas para um tocador de músicas submetido a suas regras; armazenamento selado preveniria o usuário de fazer cópias não registradas do arquivo enquanto o mesmo está sendo executado, e saídas seguras preveniriam a captura do que é enviado ao sistema de som.

### Usuários impossibilitados de modificar software
Um usuário que deseje trocar por um programa da concorrência poderá encontrar que será impossível para o novo programa ler dados antigos, uma vez que a informação seria "trancada" no programa antigo. 
Atestado remoto poderia causar outros problemas. Web sites atuais podem ser visitados usando diversos web browsers, apesar de que alguns sejam formatados para que certos browsers não possam decifrar seus códigos. Alguns browser encontraram meios de contornar tal problema emulando outro browser. Com atestado remoto um website poderia checar qual o browser da internet sendo usado e recusar a disponibilizar seus dados em qualquer outro browser que não seja o especificado (como o Internet Explorer), e desta forma a emulação do browser não iria funcionar.

### Usuários não possuem controle sobre os dados
O armazenamento selado poderia prevenir usuários de mover arquivos selados para um novo computador. Tal limitação pode existir tanto por desenvolvimento pobre de software quanto por limitações deliberadamente colocadas por editores do trabalho. A secção de migração da especificação do TPM requer que seja impossível mover certos tipos de arquivos exceto para um computador com um modelo de chip de segurança idêntico.

### Usuários impossibilitados de fazer substituição (Owner Override)
Alguns opositores da computação confiável advocam sobre a "substituição de proprietário": permitir a um proprietário físico dar permissão ao seu computador para ultrapassar restrições e usar o caminho seguro de I/O. Tal substituição permitiria atestado remoto de especificações do usuário, ou seja, criar certificados que dizem que o Internet Explorer está sendo executado mesmo que um browser diferente esteja sendo usado. Ao invés de prevenir mudanças de software, o atestado remoto iria indicar quando o software foi mudado sem a permissão do proprietário. 
Os membros do Grupo de Computação Confiável se recusaram a implementar a substituição de proprietário. Apoiadores da computação confiável acreditam que tal técnica descarta a confiança em outros computadores, uma vez que o atestado remoto pode ser forjado pelo proprietário. Ela oferece segurança e benefícios para o dono da máquina, mas não permite que ele confie em outros computadores, pois seus proprietários também podem ter criado regras ou restrições diferentes em seus próprios computadores. Sob este cenário, uma vez que dados são enviados ao computador de alguém, quer seja um diário, um arquivo DRM de música, ou um projeto conjunto, a outra pessoa controla que segurança, caso exista, seu computador irá obedecer sob a cópia daqueles dados. Isto tem o potencial de enfraquecer as aplicações de computação confiável em impor o DRM, o controle de fraudes em jogos online e o atestado remoto em computações para o grid computing.

### Praticidade
Qualquer componente de hardware, incluindo hardware de computação confiável, tem o potencial de falhar, ou ser atualizado ou substituído. Um usuário pode portanto concluir corretamente que a mera possibilidade de ser irrevogamente impossibilitado de acessar sua própria informação cm nenhuma possibilidade de recuperar tais informações é inaceitável. O conceito básico de propriedade ou as restrições de uso sob identidade verificável de um pedaço particular de hardware computacional pode ser percebido pelo usuário com um problema grave se o equipamento em questão tiver mal funcionamento.

### Problemas de interoperabilidade das especificações do TCG
A computação confiável requer que todos os fornecedores de software e hardware irão seguir as especificações técnicas divulgadas pelo grupo de computação confiável de forma a permitir a interoperabilidade entre as diferentes pilhas de software confiáveis. Contudo, até o momento existem problemas de interoperabilidade entre a pilha software confiável TrouSerS (lançado com um software open source da IBM) e a pilha da HP. Outro prolema é o fato  que especificações técnicas mudam constantemente, e portanto não é claro se a implementação padrão é a pilha confiável.

### Encerramento de produtos competitivos
Muitas pessoas tem levantado preocupações que computação confiável poderia ser usada para manter ou desencorajar os usuários de comprarem ou migrarem para softwares desenvolvidos por empresas fora de um pequeno grupo industrial. A Microsoft tem recebido uma grande quantidade de má divulgação acerca de sua arquitetura de software Palladium, invocando comentários com "Poucas peças de vaporware tem provocando um nível tão alto de medo e incertezas que o Palladium da Microsoft", "Palladium é uma armadilha para dominar o cyber-espaço", e " Palladium irá nos manter longe de migrar para qualquer outro software não aprovado pessoalmente por Bill Gates". As preocupações sobre a computação confiável ser usada para encerrar a competição existe dentro de um quadro amplo de consumidores. A computação confiável é vista como maléfica e problemática para desenvolvedores de software pequenos e open source.

## Apoio de Hardware e Software
- Desde 2004, a grande maioria dos fabricantes tem produzido sistemas que possuem TPM inclusos em sua arquitetura, com suporte  associado a BIOS. De acordo com as especificações do TCG, o usuário deve abilitar o TPM antes que possa usá-lo.
- O Kernel do Linux tem incluído suporte a computação confiável desde a versão 2.6.13, e existem diversos projetos para implementar computação confiável para o Linux.
- Algumas formas limitadas de computação confiável pode ser implementadas nas versões atuais do Windows com softwares de terceiro.
- A competição por um laptop por criança feita pela Intel, a "Intel Classmate PC" possui Módulos de plataforma confiável.
- Processadores Intel's Core 2 Duo.
- Processadores AMD's Athlon 64 que usam o AM2 socket.
- IBM/Lenovo ThinkPads.
- Dell OptiPlex GX620.

### Aplicações em software
JSR-231 - API java para computação confiável

OpenTC - Projeto de pesquisa e desenvolvimento público fundado pela união europeia para criar sistemas computacionais seguros e confiáveis Open Source

EMSCB - Projeto de pesquisa e desenvolvimento público para aplicações computacionais confiáveis em softwares Open Source

Enforcer - Módulo Linux que usa computação confiável para prevenir contra adulterações em arquivos de sistema

TrouSers - The Open Source TCG Software stack

### Críticas a Computação Confiável
Trusted Computing and NGSCB - por Mark D. Ryan, Universidade de Birmingham 

Trusted Computing: An Animated Short Story - Vídeo de Benjamim Stephan e Lutz Vogel 

Can you trust your computer? - Artigo de Richard Stallman

Who owns your computer - Artigo de Bruce Schneier

Informações sobre DRM